# Pedro Nolasco Colón
Pedro Nolasco Colón (c. 1780, Valencia, Venezuela  - 1818, Caracas Venezuela) fue un músico venezolano, presuntamente de una distinguida familia de músicos valencianos (los Colón) de cuyos miembros salieron, por cien años, desde 1770, los maestros de capilla de la Iglesia Matriz de Valencia. Pedro Nolasco, sin embargo, vivió toda su vida en Caracas. Alberto Calzavara informa que El 16 de julio de 1816 recibió de la Cofradía de Nuestra Señora del Carmen, situada en San Pablo Caracas "15 pesos por costo de la música militar con tamborón que se puso en la puerta de la iglesia anoche y esta mañana para las festividades de la Santísima Señora". Igualmente informa que el 22 de julio de 1816, Recibió igual cantidad por igual concepto "para la festividad del último día de la octava de dicha Santísima Señora". Aparece igualmente registrado en el Empadronamiento que se hizo en Caracas en 1818 de esta manera: "blanco, 38 años, casado, músico". Trabajó como organista en las Iglesias de Altagracia y La Pastora en Caracas. Casó con Petronila Ochoa con quien procreó tres hijos: Micaela Colón, Fernanda Colón y Ramón Colón. 
Sólo dos de sus obras principales han sobrevivido: el Gradual para la Fiesta de la Inmaculada Concepción Qualis est y un Pésame a la Virgen también conocido como Llorad Mortales, alternativamente.  Una Escuela de Música hace homenaje su a su nombre y trayectoria; la misma está ubicada en Santa Mónica, Caracas. 
Calzavara, Alberto.  Industrias Pampero, ed. Historia de la música en Venezuela. Período Hispánico. Caracas. 
- Datos: Q6069599